# Kathrin Hendrich
Kathrin Hendrich (født 6. april 1992) er en kvindelig tysk fodboldspiller, der spiller forsvar for VfL Wolfsburg i 1. Frauen-Bundesliga og Tysklands kvindefodboldlandshold.
Hun har tidligere spillet i andre tyske klubber som Bayer Leverkusen, 1. FFC Frankfurt og Bayern München. 
Hun blev første gang indkaldt af daværende landstræner Silvia Neid til det tyske A-landshold ved Algarve Cup 2014 og fik officielt debut 5. marts 2014 mod Island. Sidenhen var hun deltaget ved EM i Holland 2017 og VM i Frankrig 2019.
Hendrich var med til at vinde UEFA Women's Champions League 2014-15 med 1. FFC Frankfurt.